# Smart Went Crazy
Smart Went Crazy (с англ. — «Умный сошел с ума») — американская постхардкор-группа из Вашингтона.
Smart Went Crazy была сформирована учениками средней школы Чадом Кларком (гитара и вокал), Абрамом Гудричем (бас-гитара) и Хилари Солдати (виолончель и вокал). После окончания школы группа расширилась, включив Джеффа Босвелла (гитара) и Тони Деннисона (ударные). Smart Went Crazy выпустили свой дебютный мини-альбом Cubbyhole в 1994 году. Он был независимо выпущен на их собственном лейбле CozyDisc. К 1995 году они наладили отношения с Dischord Records и выпустили свой первый полноформатный альбом Now We're Even в 1995 году.
После трёх туров по США в поддержку Now We're Even, а также с заменой барабанщика Тони Деннисона на Девина Окампо, в 1997 году они выпустили свой следующий альбом Con Art. Вскоре после выхода альбома и из-за растущего раскола в группе Smart Went Crazy распались в 1998 году.
После распада группы несколько ее участников присоединились к другим группам: Faraquet (Джефф Босвелл, Девин Окампо), The Caribbean (Тони Деннисон) и Beauty Pill (Чед Кларк, Абрам Гудрич и Окампо).

## Наследие
Достижения
Второй и последний альбом Con Art был включен в список лучших альбомов 1990-х годов по версии Pitchfork.

## Дискография
- Cubbyhole EP (1994)
- Now We're Even (1995)
- Con Art (1997)